# Theodor Wagner
Theodor Wagner (Bécs, 1927. augusztus 6. – Bécs, 2020. január 21.) világbajnoki bronzérmes osztrák labdarúgó, csatár, edző.
Az osztrák válogatott színeiben részt vett az 1948. évi nyári olimpiai játékokon és az 1954-es labdarúgó-világbajnokságon. 1946 és 1957 között 47 alkalommal szerepelt a válogatottban és 23 gólt szerzett.